# Pölle 44 (Quedlinburg)

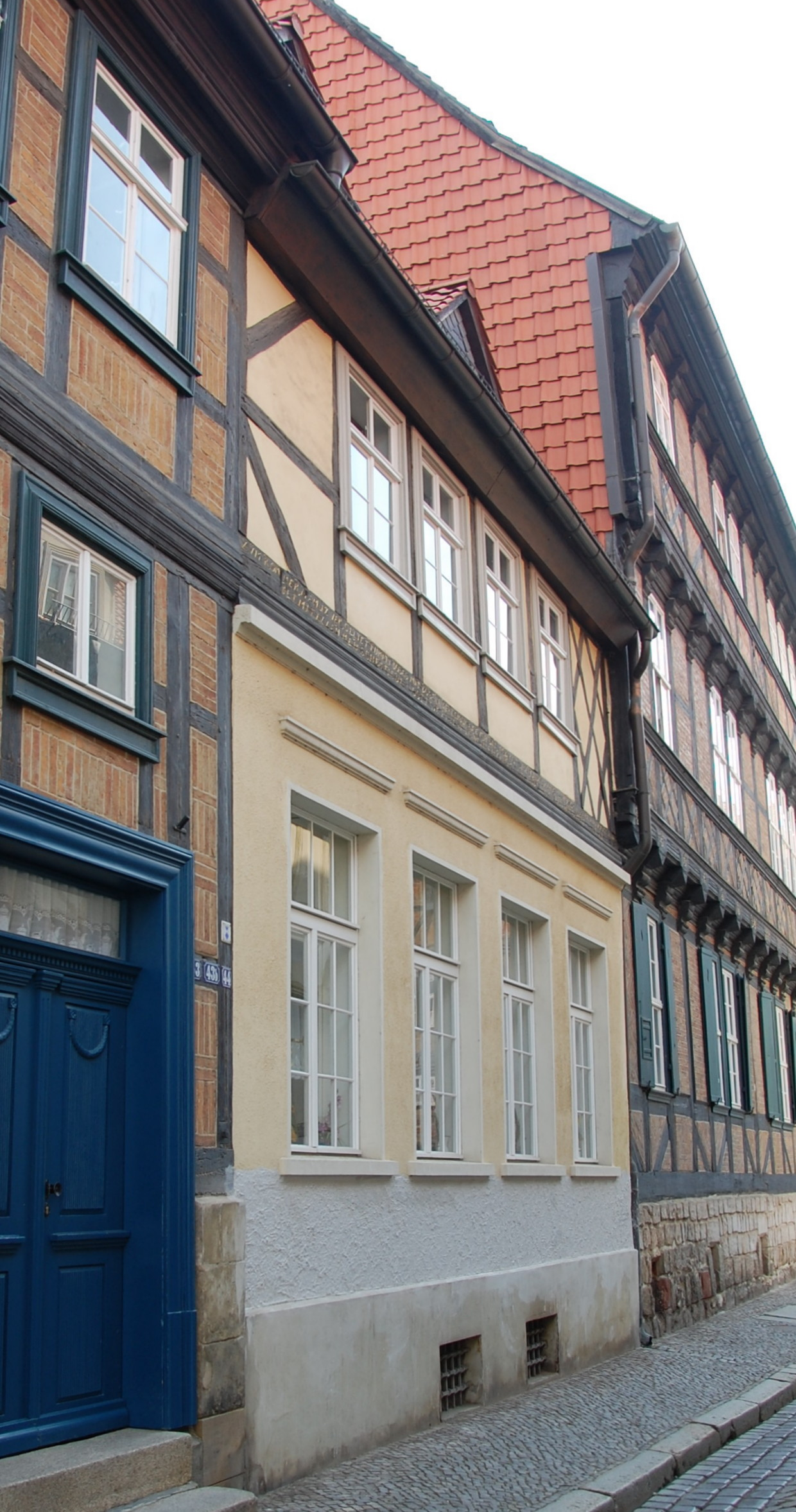
Haus Pölle 44

Das Haus Pölle 44  ist ein denkmalgeschütztes Gebäude in der Stadt Quedlinburg in Sachsen-Anhalt.

## Lage
Es befindet sich im östlichen Teil der historischen Quedlinburger Altstadt und gehört zum UNESCO-Weltkulturerbe. Im Quedlinburger Denkmalverzeichnis ist es als Wohnhaus eingetragen. Östlich grenzt das gleichfalls denkmalgeschützte Haus Pölle 43, westlich das Haus Pölle 45 an.

## Architektur und Geschichte
Das zweigeschossige Fachwerkhaus wurde nach einer an der Stockschwelle befindlichen Inschrift im Jahr 1658 errichtet. In der Fachwerkfassade ist als Zierelement ein Rautenmuster eingefügt. Es handelt sich um ein sehr frühes Beispiel der Verwendung dieser Zierform. Das Erdgeschoss des Hauses wurde in späterer Zeit in massiver Bauweise erneuert.